# Wormaldia pheromonia
Wormaldia pheromonia là một loài Trichoptera hóa thạch trong họ Philopotamidae.